# Răcari
Răcari es una ciudad con estatus de oraș de Rumania ubicada en el distrito de Dâmbovița.
Según el censo de 2011, tiene 6930 habitantes, mientras que en el censo de 2002 tenía 6892 habitantes. La mayoría de la población es de etnia rumana (91,31 %), con una minoría de gitanos (4,21 %).
La mayoría de los habitantes son cristianos de la Iglesia Ortodoxa Rumana (93,13 %), con una minoría de pentecostales (1,57 %).
Se conoce su existencia desde 1725. Adquirió estatus urbano en 2004. En su territorio se incluyen como pedanías los pueblos de Bălănești, Colacu, Ghergani, Ghimpați, Mavrodin, Săbiești y Stănești.
Se ubica sobre la carretera 71, a medio camino entre Bucarest y Târgoviște.